# L'Amour nu
L'Amour nu est un film français réalisé par Yannick Bellon, sorti en 1981.

## Synopsis
Claire Castelan, interprète pour l'UNESCO, rencontre Simon, océanographe, et apprend qu'elle est atteinte d'un cancer du sein.

## Fiche technique
Sauf indication contraire, les informations mentionnées dans cette section peuvent être confirmées par la base de données cinématographiques Unifrance,  présente dans la section « Liens externes ».
- Titre original : L'Amour nu
- Réalisatrice : Yannick Bellon
- Scénario : Yannick Bellon, Françoise Prévost
- Producteurs : Adolphe Viezzi, Yannick Bellon, Henri Lassa
- Assistant au réalisateur : Jean-Pierre Savinaud
- Photographie : Jean Charvein
- Son : Sophie Chiabaut, Paul Lainé, Laurent Quaglio
- Musique : Richard de Bordeaux
- Directrice de production : Jacqueline Doye
- Montage : Jacqueline Thiedot
- Scripte : Suzanne Durrenberger
- Sociétés de production : Les Films de la Tour, Les Films de l'Équinoxe, Planfilm, Antenne 2 Cinéma
- Sociétés de distribution : Planfilm, Tamasa Distribution
- Pays de production : 100 %  France
- Langue de tournage : français
- Format : Couleur - 1,66:1 - son mono - 35 mm
- Genre : Drame psychologique
- Durée : 110 minutes
- Date de sortie France : 7 octobre 1981

## Distribution
- Marlène Jobert : Claire
- Jean-Michel Folon : Simon
- Zorica Lozic : Olga
- Georges Rouquier : Jean Lafaye
- Michèle Simonnet : Judith
- Jean-Claude Carrière : le professeur
- Roland Monod : le spécialiste
- Tatiana Moukhine : la dame au tricot
- Jean-Pierre Savinaud : le chauffeur de taxi
- Pierre Trente : le professeur de patinage
- Adolphe Viezzi : Gérard
- Rachid Ferrache : le fils de Gérard
- Vernon Dobtcheff : John, patron de Claire
- Caroline Aguilar : le mannequin
- Sonia Vollereaux : Sonia
- Béatrice Champanier : l'infirmière d'accueil
- Florent Pagny : un des jeunes au bar